# Batalla de Zbóriv (1917)
La batalla de Zbórov (en checo y eslovaco: bitva u Zborova) fue una pequeña parte de la Ofensiva Kerensky, la última ofensiva rusa en la I Guerra Mundial, que se llevó a cabo en julio de 1917. La batalla fue la primera acción significativa de la Legión Checoslovaca (voluntarios que luchaban contra los Imperios Centrales) en el Frente Oriental de la Primera Guerra Mundial, y la única acción con éxito de la fallida ofensiva.

## Antecedentes
La competencia de muchas formaciones militares rusas estaba en duda y se decidió atacar solo con aquellas unidades voluntarias. Entre estas estaba la “Brigada de Fusileros Checoslovacos” (Československá střelecká brigáda) formada por tres regimientos de checos y eslovacos. La brigada (sobre 3500 hombres) estaba mal equipada y entrenada. Además esta sería la primera acción de la brigada, ya que el mando ruso usaba únicamente pequeñas unidades de voluntarios, principalmente para acciones de reconocimiento. La unidad estaba mandada por el mayor general ruso Viacheslav Troyánov, sin embargo, el asalto lo planearon oficiales checos, debido a la experiencia de lucha que tenían en ese momento las tropas.
La brigada se desplegó cerca de Zbórov, hoy una población de Ucrania, en una zona de importancia secundaria. La 4ª división finlandesa la protegía por el norte, y la 6ª división finlandesa, por el sur. El enemigo, el Ejército austro-húngaro, disponía de los batallones 35.º, 75.º y 86.º (alrededor de 5500 hombres) en el lugar, bien entrenados y equipados.

## La batalla
A las 05:15 horas del 2 de julio (el segundo día de la ofensiva), después de un bombardeo inicial de artillería, un pequeño grupo de legionarios equipados con granadas, atacaron al enemigo. Después de haber superado las alambradas, las siguientes unidades continuaron con el ataque. A las 15:00 horas, la legión avanzó entre 4 y 5,5 kilómetros dentro de territorio enemigo, rompiéndole las líneas de aprovisionamiento. 3300 soldados (62 oficiales) fueron hechos prisioneros; 20 cañones y gran cantidad de material militar fue capturado. Las pérdidas checoslovacas fueron: 167 muertos, 17 heridos fallecieron el día siguiente, 11 desaparecidos y sobre 700 heridos.

## Consecuencias

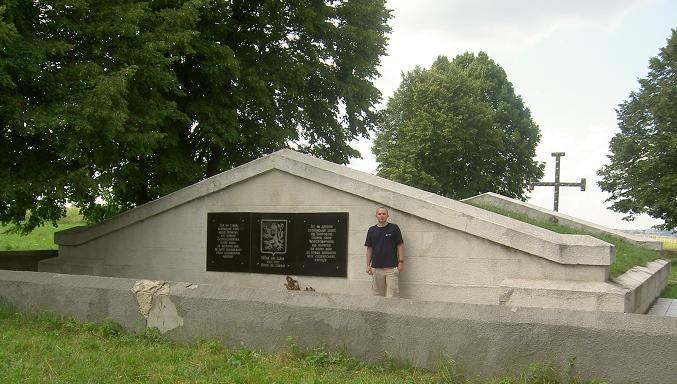
Monumento a los legionarios muertos en batalla, en
Kalýnivka, Óblast de Ternópil, Ucrania.

Este éxito no tuvo efecto alguno en la malograda ofensiva. Durante la retirada de la legión, luchó en una batalla defensiva cerca de Ternópil con 320 muertos. La batalla, sin embargo, sirvió de propaganda y capital político a los líderes checoslovacos de la resistencia, y convenció al Gobierno ruso de quitar cualquier límite a la formación de unidades checas y eslovacas con soldados capturados durante la guerra. Además, la batalla fue la primera acción armada de la resistencia exterior checa, que fue conocida entre los checos dentro de Austria-Hungría. En esa época, cualquier referencia sobre voluntarios checos luchando en el lado de la Triple Entente fue suprimida por la censura. Pero la sorpresiva victoria de una pequeña fuerza checoslovaca instó a algunos políticos austriacos a pedir la investigación de una supuesta traición de las unidades checas del Ejército austro-húngaro, e hizo la victoria de los legionarios famosa en todo el Imperio.
Después de la guerra, la batalla se convirtió en un símbolo de culto al heroísmo militar de la Legión Checoslovaca, que fue la pieza básica del nuevo Estado checoslovaco. Durante la ocupación alemana de Checoslovaquia (1939-1945), y luego después de la toma del poder del Partido Comunista Checoslovaco en 1948, este hecho fue despreciado o ignorado.